# Erotolepsia
Erotolepsia is een geslacht van vliesvleugeligen uit de familie Pteromalidae. De wetenschappelijke naam van dit geslacht is voor het eerst geldig gepubliceerd in 1894 door Howard.

## Soorten
Het geslacht Erotolepsia is monotypisch en omvat slechts de volgende soort:
- Erotolepsia compacta Howard, 1894